# Yohei Onishi
Yohei Onishi (大西 容平 Onishi Yohei?), född 30 oktober 1982 i Okayama prefektur, är en japansk fotbollsspelare.
Onishi började sin karriär 2005 i Ventforet Kofu. 2011 flyttade han till Kataller Toyama. Han avslutade karriären 2015.